# 4164 Shilov
4164 Shilov este un asteroid din centura principală, descoperit pe 16 octombrie 1969 de Liudmila Cernîh.